# Hornillo de petróleo

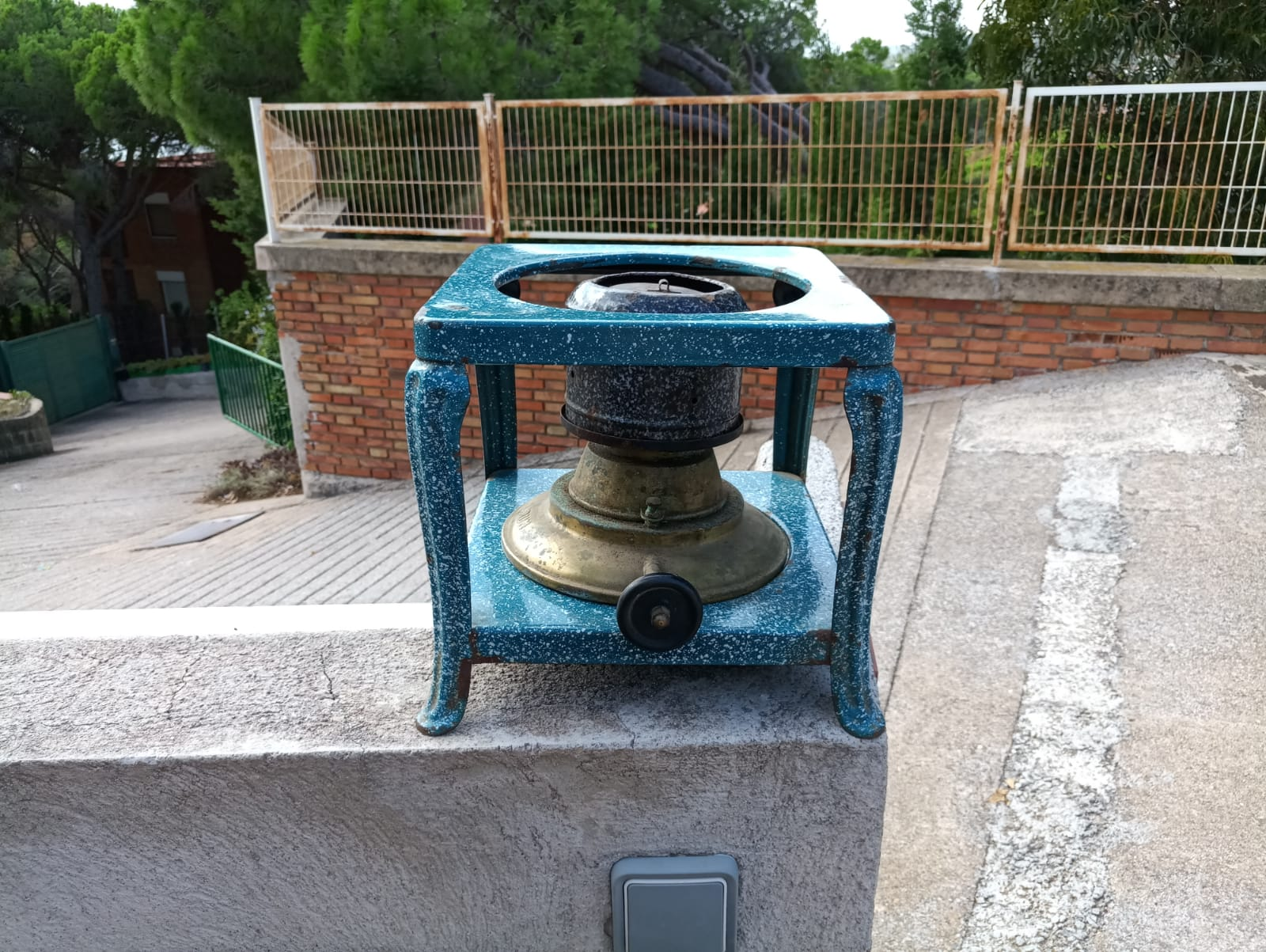
Fogón de queroseno español de la década de 1950.

El hornillo de petróleo es un fogón que utiliza queroseno no presurizado que quema mediante una mecha circular de algodón tejido (llamada en EE. UU.: Sockwick) como la que se utiliza en las estufas de queroseno. Produce 8.700 BTU y tiene una llama regulable en altura. 
Los fogones de petróleo se han vendido en todo el mundo, principalmente en los países más pobres con una potencia eléctrica limitada o poco fiable. En la España de los años 50 se utilizaron en los hogares que simplemente querían tener un medio para cocinar que sustituyera la cocina económica y más barato que la electricidad. 

## Funcionamiento

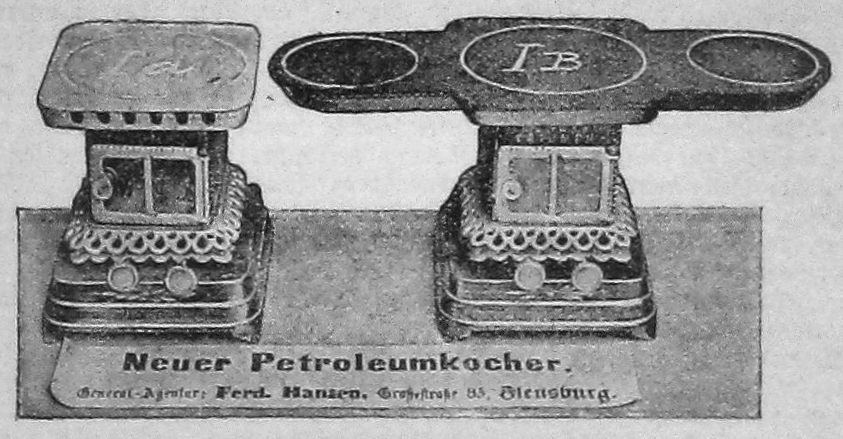
Fogón de queroseno con mecha.

Su funcionamiento es sencillo. Lleva una carga de queroseno de aproximadamente 1 litro (según el tamaño del depósito incorporado en la base). En este depósito hay sumergido el extremo de una mecha que se empapa con el combustible y el otro extremo sale al exterior a través de una ranura de sección circular situada en la tapa (generalmente con rosca) que cierra el depósito de combustible por la parte superior del mismo. Esta ranura tiene una cremallera que se acciona mediante una pequeña ruedecilla moleteada que permite subir o bajar la mecha y así regular la parte expuesta al exterior (es decir: el segmento de mecha que permite la combustión) y por tanto, de este modo, adecuar el tamaño de la llama, y consecuentemente la mayor o menor cantidad de calor generado, evitando la producción de humo. Dado que la mecha se va desgastando, hay que ir subiendo por medio de este sistema para que se mantenga la llama. Lógicamente, al cabo de un tiempo de uso la mecha se acaba quemando totalmente, siendo necesario reemplazarla. Además tiene una cubierta de metal que protege la llama del viento a la vez que conduce el calor hacia la parte de arriba donde se ponen el recipiente para cocinar. Para encenderla, se retira momentáneamente esta cubierta. 

## Precauciones
Como cualquier aparato que funcione con queroseno puede suponer un peligro de incendio, se recomienda seguir algunas precauciones de sentido común: 
- Proporcionar una buena ventilación.
- Tener cerca un extintor (no utilizar nunca agua para apagar un incendio de queroseno).
- No dejar un fogón encendido sin vigilancia.
- No utilizar fogones de queroseno para calentar la casa
- Mantener los niños lejos de los fogones.